# 125
125 је била проста година.

## Догађаји
- Хадријан је реконструисао Пантеон у Риму.
- Почиње да се гради Хадријанова вила, Тиволи, Италија.
- Епископ Телесфор наслеђује епископ Сикста I као осми епископ Рима.

## Рођења
- Аулус Гелије, римски писац и граматичар
- Лукијан, сиријски сатиричар и реторичар
- Луције Ференије, холандски грнчар у Херлену
- Тиберије Клаудије Помпејан, римски политичар († 193.)